# Stanislas Foäche
Pour les articles homonymes, voir Foäche.
Stanislas Pierre Foäche (Le Havre, 12 novembre 1737 - Montivilliers, 16 septembre 1806), est un négociant, armateur négrier et planteur esclavagiste français.

## Biographie
Pierre-Stanislas Foäche est le fils de l'armateur Martin-Pierre Foache (1687-1762) et de Catherine Jore, et le frère de Martin-Pierre Foache (1728-1816).
Surnommé « le Bon », Stanislas Foäche fait fortune dans la traite négrière transatlantique, comme son frère Martin-Pierre Foache. Il fut secrétaire du roi en 1776 et rattaché au Grand Conseil.
Négociant dès 1775 au Cap-Français à Saint-Domingue, où sa famille possédait plusieurs plantations, dont une avec 584 esclaves recensés en 1779, il possédait une compagnie au Havre, fut le propriétaire du château de Colmoulins à Harfleur et l'hôte de Pierre-Adrien Pâris.
Il émigra à Londres de 1796 à 1802.

### Vie familiale

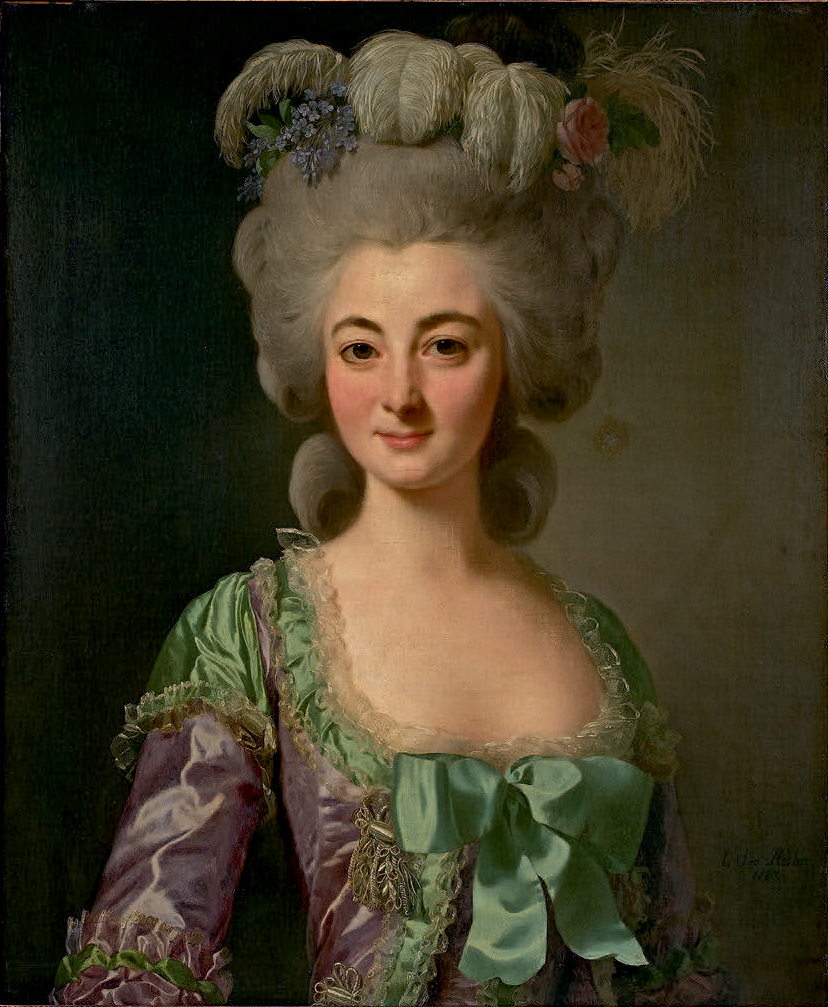
Portrait de son épouse, née Henriette Agathe Rose de Mondion - peint par Alexander Roslin (1786).

Il avait épousé Rose Henriette Agathe de Mondion (1754-1812), fille d'un officier.
Ensemble ils ont trois enfants : une fille qui se marie avec l'amiral-comte Alphonse-Charles Poret de Blosseville, une autre qui épous le comte André Begouën-Demeaux, et un fils, Arthur Foäche (1788-1873), qui devient trésorier payeur de la Marine et sous-préfet, créé baron en 1823.
Le peintre et affichiste Pierre-Arthur Foäche (1871-1967) est son arrière petit-fils.